# Абузова, Фатиха Фиттяховна
Фатиха Фиттяховна Абузова (род. 19 июня 1934, Темников, Мордовская автономная область) — учёный в области технологии нефти и газа, доктор технических наук (1977 год), профессор (1979 год), заслуженный деятель науки и техники Башкирской АССР, РСФСР (1978 год, 1985 год).

## Биография
Родилась 19 июня 1934 года в городе Темников Мордовской АССР.
После окончания Московского нефтяного института (1957) работала в Башкирском научно-исследовательском институте нефтепродуктов. С 1965 года в Уфимском нефтяном институте, заведующая кафедрой теплотехники (1979—1994 годы).

## Научная деятельность
Труды по тепломассообменным процессам при магистральном транспортировании и хранении нефти, разработке природоохранных и топливосберегающих технологий; по научному обоснованию нормы естественной убыли нефти.
Получила 8 авторских свидетельств на изобретения.

### Сочинения
- Потери нефтепродуктов и нефтей от испарения из подземных резервуаров. М., 1966 (соавтор).
- Транспорт и хранение нефти и газа. М., 1975 (соавтор).
- Борьба с потерями нефти и нефтепродуктов при их транспортировке и хранении. М., 1981 (соавтор).